# Rova
Rova so vas v Rovski kotlini severovzhodno od Domžal, skupaj z okoliškimi vasmi ena od krajevnih skupnosti Občine Domžale. 
KS Rova vključuje poleg istoimenskega naselja tele vasi:
- Dolenje
- Kolovec
- Zagorica
- Žiče pri Rovah
- zaselek Jasen.

KS Rova je po površini največja krajevna skupnost v domžalski občini, po številu prebivalcev pa najmanjša: na Rovah in v okolici živi približno 630 krajanov. Skozi vas teče potok Rovščica, ki je skozi stoletja povzročal prebivalcem poplavne težave, vendar jim je bil tudi vir energije. 
V vasi je na hribu Cerkev sv. Katarine Aleksandrijske na Rovah, vidna celo iz Ljubljane.

## Zgodovina in razvoj Rov
Rova so prvič omenjena že leta 1359, iz časov grofov Celjskih. Leta 1830 je bila na Rovah ustanovljena občina, ki je zajemala iste vasi kot jih sedaj zajema KS. Občina Rova je delovala vse do leta 1955, ko se je priključila Občini Radomlje, na Rovah pa so ustanovili krajevni odbor. Prvi predsednik krajevnega odbora je bil takratni učitelj in spodbujevalec kulturnega življenja Ignac (Nace) Vodnik.
Rova ima zelo urejeno infrastrukture. Na novo so izdelali vodovod, kanalizacijo( ne po vsej vasi), vas osvetlili z javno razsvetljavo, poskrbeli za urejeno cestišče in podzemno električno napeljavo.

## Gospodarstvo in kmetijstvo
Za razvoj kmetijstva in gospodarstva ima nekoliko slabše možnosti. Svet v nižinah je precej močvirnat in ilovnat, na vzpetinah pa nekoliko manj primeren za obdelovanje. Večino KS predstavljajo gozdovi in kmetijsko obdelovalne površine. Rova so bila v času nastajanja franciscejskega katastra razloženo naselje. To se je v zadnjih nekaj desetletjih zelo spremenilo. Gradnja novih delavskih domov je spremenila zunanji izgled vasi, tako da so sedaj Rova strnjeno gručasto naselje. Prebivalci, ki tu prebivajo, so pretežno zaposleni v Domžalah in Ljubljani.
V vasi je nekaj samostojnih podjetij. Tako je na Rovah servis in trgovina Peugeot ter  mizarske in električne storitve, nekaj gostinskih lokalov in kmetij odprtih vrat.

## Osnovno šolstvo na Rovah
Osnovno šolstvo ima na Rovah dolgo zgodovino. Nekdaj so rovsko mladino poučevali duhovniki, ki so tu službovali. Poleg duhovnikov so tu poučevali še razni vaščani, ki pa niso imeli dovolj izobrazbe in so kmalu prenehali ter od drugod pripeljali izobražene ljudi.
Leta 1898 je oblast Cesarsko kraljevskega deželnega sveta dovolila gradnjo osnovne šole. Že naslednje leto je rovska občina kupila cerkveno posest in začela z gradnjo. Dela je prevzel in do leta 1901 končal zidarski mojster Anton Urbanija-Osolinov iz Žič. Do 2. svetovne vojne se je na Rovah zamenjalo veliko učiteljev. Šola se je lepo razvijala. V sami stavbi je bila velika knjižnica, ki je takratna obsegala preko 300 knjig. Po okupaciji so požgali vse slovenske knjige na Rova pa je prišel nemški učitelj Helmut König. Čeprav je moral pouk voditi v nemškem jeziku je rovski mladini dopuščal peti pesmice v slovenščini. Kasnejši nemški učitelji so bili bolj strogi, vendar neuspešni. Rovljani so se upirali nemškemu pouku in nemški učitelji so odnehali. Poslopje so leta 1944 Nemci požgali. Med okupacijo je šola na Rovah delovala pod taktirko Albina Benka.
Takoj po koncu vojne se je začela obnova osnovne šole. Uspeli so obnoviti celotno poslopje. Pouk je v njej potekal zelo uspešno. Zadnji učitelj je na samostojno osnovno šolo Rova prišel Ignac Vodnik. Šola je bila samostojna do leta 1963, potem pa je delovala le kot podružnica radomeljske šole. Delovali so le še oddelki do četrtega razreda. Šola je delovala do leta 1976, sedaj pa rovska mladina hodi v šolo v Preserje pri Radomljah.

## Društva
V vasi deluje nekaj društev. Lepo zgodovino imajo rovski gasilci , ki so svoje društvo ustanovili že leta 1954. Prav tako pa sta zelo dejavna turistično-kulturno društvo in konjeniki KK Pik.

### Prostovoljno gasilsko društvo Rova
Le slabo desetletje po 2. svetovni vojni so na Rovah ustanovili gasilsko društvo.
Na pobudo takratnega učitelja Ignaca Vodnika so na občnem zboru leta 1954 ustanovili Gasilsko društvo Rova. Prvi predsednik društva je bil Karel Rode-Pirc, gostilničar na Rovah. Takoj so začeli z nakupom osnovne gasilske opreme, shranjevali pa so jo v Pirčevem gospodarskem poslopju. Istega leta so organizirali sektorsko vajo in ob pomoči še desetih okoliških društev črpali vodo iz potoka Rovščica na hrib k cerkvi. Leta 1956 so kupili motorno brizgalno TMZ in nekaj cevi. Kmalu so začeli razmišljati o graditvi doma. Načrt je zrisal Janez Benko starejši, s sredstvi domačinov in lastno zavzetostjo so dom slavnostno odprli leta 1961. Ob petnajsti obletnici so kupili novo motorno brizgalno SORA, leta 1972 so kupili gasilsko vozilo IMV. Leta 1975 so namenu izročili novo motorno brizgalno Rosenbauer, ki jo uporabljajo še danes. Kmalu je gasilski dom postal premajhen, tako da so se odločili za povečanje. Leta 1984 je bil dom povečan. Ob 40. obletnici so svojemu namenu izročili novo tipizirano gasilsko vozilo Peugeot J5. Vozilo so sami preuredili po potrebah požarnega varstva na našem območju. V naslednjih letih so rovski gasilci delovali predvsem na gasilsko-varstvenem področju, udeleževanju raznih občinskih, regijskih in državnih tekmovanj in prirejanju gasilskih kvizov. Domov so prinašali lepe rezultate in osvojene pokale. Leta 2000 so zamenjali gasilsko vozilo, saj stari avto ni izpopolnjeval vseh predpisov za varno vožnjo. V garažo so zapeljali vozilo Peugeot Boxer in k njemu priklopili prikolico z gasilsko opremo. Leta 2004, ob petdeseti obletnici, so od podjetja Helios Količevo dobili vozilo Mercedes Benz, ki sedaj služi za prevoz opreme in operativnih članov društva. Ti dve vozili še sedaj uspešno gasita in rešujeta v PGD Rova.
PGD Rova je znano po zelo dobrih rezultatih na  tekmovanjih tako v mladinskih in članskih vrstah. Leta 2004 so pionirke našega društva osvojile 2. mesto na državnem tekmovanju. Ta rezultat je še vedno največji dosežek mladine v našem društvu. Vsako leto se mladina udeležuje raznih tekmovanj na različnih nivojih tako doma kot v tujini. Zelo dobro desetino pa imajo tudi v članskih vrstah. Članska ekipa A PGD Rova se je večkrat uvrstila v sam državni vrh, domov pa prinesla veliko število zavidljivih pokalov.

### Katoliško izobraževalno društvo
Leta 1906 je bilo ustanovljeno Katoliško izobraževalno društvo. Zelo hitro so se razvijali saj so v istem letu že razvili društveno zastavo, zaigrali več iger in ustanovili tamburaški zbor. Predsednik društva in takratni rovski župnik Janko Šiška je na občnem zboru poročal, da ima društvo več kot 80 članov. Vsako leto so zaigrali več iger. Igrali so v dvorani v Mežnariji. Spodbujali so tudi predavanja na razne teme, ki so jih vaščani lahko uporabljali med delom. Katoliško slovensko izobraževalno društvo se je leta 1924 preimenovalo v Katoliško prosvetno društvo Rova. Vse do 2. svetovne vojne so igrali razne komedije, tragedije za mladino in odrasle doma in tudi po okoliških krajih v Moravški in Kamniški dolini. Med 2. svetovno vojno se je društvo nekoliko umirilo, vendar so takoj po vojni že igrali dramo Sin. Izkupiček iz vstopnine so namenili za obnovo požgane šole. Po prihodu učitelja Ignaca Vodnika je društvo ponovno zaživelo. Prirejali so silvestrovanja in nove igre.  Društvo je svoje delovanje sklenilo leta 1962.

### Hokejski klub Rova
Novoustanovljeni hokejski klub Rova ima za sabo šele prvo uradno tekmo, v kateri se je pomeril proti klubu »Riski Bearsi«.